# Trenkovo
Trenkovo je naselje koje se nalazi između Velike i Požege u Požeško-slavonskoj županiji i poznato je kao dom baruna Franje Trenka.

## Povijest
Mjesto se prije 1912. godine zvalo Mitrovica, a na zahtjev mještana iste je godine ime mjesta promijenjeno u Trenkovo zbog toga što je u tadašnjoj Hrvatskoj postojala još jedna Mitrovica u tadašnjoj Srijemskoj županiji (današnja Srijemska Mitrovica u Vojvodini, u Srbiji).

## Stanovništvo
Prema popisu stanovništva iz 2001. godine naselje Trenkovo imalo je 818 stanovnika.
| broj stanovnika | 346   | 315   | 288   | 336   | 496   | 600   | 577   | 488   | 581   | 662   | 692   | 758   | 789   | 823   | 818   | 799   | 672   |
|                 | 1857. | 1869. | 1880. | 1890. | 1900. | 1910. | 1921. | 1931. | 1948. | 1953. | 1961. | 1971. | 1981. | 1991. | 2001. | 2011. | 2021. |

## Obrazovanje
- Osnovna škola "Vladimir Nazor" Trenkovo. Godine 2015. škola je ušla u projekt E-škole koji je sufinanciran od Europske unije iz Europskih strukturnih i investicijskih fondova, a nositelj projekta je CARNet. Time je službeno postala jedna od dviju škola Požeško-slavonske županije koja aktivno radi na razvoju digitalne zrelosti škole. U školi također već duži niz godina djeluje robotička skupina koja se 2016. godine uključila u Croatian Makers ligu.

U školi djeluje tamburaški orkestar i zbor koji su ostvarili zapaženi uspjeh i objavili samostalni CD.

## Šport
- U Trenkovu djeluje nogometni klub "Sloga", prvoligaški županijski klub koji je osnovan 1932. godine. Godine 2005. klub je ušao u prvu županijsku ligu, ali je spletom okolnosti ispao u sezoni 2006./07., vrativši se u sezoni 2012./13. Klub posjeduje vlastiti teren za igranje utakmica, a nalazi se kraj Dvorca Baruna Trenka. U klubu treniraju seniori, juniori, pioniri, početnici i limači.

## Turizam
U središtu naselja ima prenoćište i restoran Barun Trenk. U naselju postoji dvorac s parkom, Dvorac Baruna Trenka, koji je trenutačno zapušten i u planu obnove, a pokraj Trenkova prema zapadu nalazi se i ribnjak.

## Vanjske poveznice
- Osnovna škola "Vladimir Nazor" Trenkovo